# Kemerton
Kemerton – wieś w Anglii, w hrabstwie Worcestershire, w dystrykcie Wychavon. Leży 21 km na południowy wschód od miasta Worcester i 147 km na północny zachód od Londynu. Miejscowość liczy 393 mieszkańców.